# 王德禄
王德禄（1193年—1224年），金朝末期、蒙古帝国初期军事人物。
王德禄在金朝统治下的北京路興中府人，祖先世代農家。王德禄出仕金朝，1213年（貞祐元年、癸酉）率騎兵，跟随錦州将领王守玉屯守東平。
金末蒙古軍攻打華北，当地荒废，各地武装归顺蒙古形成半独立的漢人世侯。1221年（辛巳）夏，在東平和王守玉跟随嚴實。王德禄柔和、有武勇，六七年后，严实以他的功劳任用他为同知兖州軍州事。
1224年（甲申）五月十五日，他和南宋将领彭义斌交战，阵亡。时年三十二岁，女婿張滨寿为他安葬。